# Alice Vestergaard
Alice Vestergaard Ellemann-Jensen R. (født 29. juli 1937 i Aabybro) er en dansk tidligere journalist, chefredaktør og redaktionschef.
Ellemann-Jensen blev uddannet ved Ringsted Folketidende, hvorfra hun i 1959 kom til Vendsyssel Tidende. I 1963 blev hun nyhedsoplæser på Radioavisen som den første kvinde. I 1965 blev hun studievært på TV Avisen – også som den første kvinde. I 1985 kom hun til Søndags-B.T. som chefredaktør, men blev ved etableringen af TV 2 i 1988 chef for kanalens redaktion i København. Hun gik på pension i 1999.
Hun har været gift to gange: i 1955 med journalist Per Wiking og i 1971 med Uffe Ellemann-Jensen, senere Danmarks udenrigsminister og formand for Venstre.